# Motorfiets van A tot Z

## A
Aanfietsen - Aanfietsketting - Aanlopen - ABS - Absorptiedemper - ABS-PBS - ABS-TCS - Ace bar - Achterbrug - Achterframe - Achterspanwagen - Achtervork - Active Clutch - Adventure bikes - AEC - Aero-Ellipse - AETC - AETC II - AFIS - Afschuinen - AGM - AHRMA - AIE - Air Curtain - Airbox - Airshifter - AIS - ALB - Allroad - Allround sports - Alpha Control I - Altered-stock class - AMA - AMA-kampioenschap - AMA-Number One - AMA-restrictor - Amazonezit - ANDF - André-stuurdemper - Anglo-Dutch Reliability Trial - Anglo-Dutch Trial - Annual Burn Out Championship - Anti hopping clutch - Anti-duiksysteem - Anti-fog-vizier - APS - APTC - Activated Radical Combustion - ASS - Assprong - ATAC - ATC - ATCP - ATK - A-Trax - Autocycle - Autolube - Autowheel - AVDC - AVDS

## B
BAC - Back wheel steering - Backflip - Backmarker - Backprotector - Baco - Badge engineering - Bagagerol - Baja race - Bakkenist - Balance Master - Balansas - Balanspijp - Balhoofd - Balhoofdhoek - Banaanachtervork - Bandenschraper - Bandrem - BASS - Bauernmotorrad - Bayernmotor - Beach race - Beam Tracker - BEARS - Behördenmaschine - Belly pan - Belt cover - Belt Drive - Belt pulley cover - Benzine - Benzineverbod - Bergklimwedstrijd - Betrouwbaarheidsrit - Bialbero - Bib Mousse - Big Bang motor - Big Banger - Big bore kit - Big Daddy Rat - Biker - Bikini Fairing - Bitza - Black box - Black Fluoro - Blokband - Blokhoek - Blokmotor - Blow back - Blower - BMCRC - BMS - BMS-K - Board Track Race - Bodemvrijheid - Body English - Body lean - Bodyprotector - Bol d'Or - Bombardone - Boordgereedschap - BORVAS - BotT - Bottom Link Uni Trak - Bottom power - Bouwdoossysteem - Bracketmotor - BRAVO-A – BRAVOK - Breaker band - Breakout - Breitwand - Briefing - Broekstuk - Bromscooter - Brooklands can - Brooklands drops - Brugframe - Back Torque Limiter - BTLS - Buddyseat - Budget bike - Buisframe - Bulbous Nose - Bump steer - Bundeswehrmotor - Burnout - BVS - By Run

## C
CAF - Café Class - Café-racer - Calibmatic - Cam - Cam Slipper Clutch - Camelbak - Camshaft - Can-am - CAN-bussysteem - Cantilever - Canyon racer - Carbon sticker - Carbonfiber - Carbon-kevlar - CARC - Cardanas - Cardanfiets - Cardanrem - Carterbeugel - Cartridgevoorvork - Castec - Castec Gull Arm - Castle Forks - Castor angle - Categorie-hopping - CBS - CCI - CCPFI - CCPGM-FI - CDI - Celebration run - CES - Controlled filling die cast - CFI - CGD - CGT - Chapter - Chopper - Cilinderbeugel - Claiming rule - CLASS - Classic - Classic Reliability Trials - Clip-on - Clip-on motor - Close ratio - Clubman - Clubrace - Clubwedstrijd - Clutch booster - Colors - Commercial - Commuter bike - Compact Drive System - Competition machines - Composietframe - Compressor - Comstarvelg - COPS - Course mixte - CPU - CRAC System - Cradle frame - Crash Ball - Crash pad - Crashbar - CRMC - Cross - Cross bar - Crossbril - Crosser - Cross-integraalhelm - Cruisecontrol - Cruiser - CTS - Cush-drive - Custom - Customizing - Customspool - CYCOM

## D
DADS - DAIS - Damesmotorfiets - Dance knee grips - Datacard - Datalogger - DB-Eater - DC-Albox - DCBS - DCBS Evolution - D-CEL - DCS - Deceleratiesysteem - Décompresseur - Delta link - Delta Pro Link - Deltabox - Deltabox Swingarm - Desmodromisch - Desmodue - Desmoquattro - Desmotwins - DFC - DFI - DHCB - DIAC - Diagonaalband - Diamond frame - DIC - Dicky seat - Diffusor - Direct Air Intake - Direct Link PR - Dirt deflector - Disc Lock Reminder - Disc wheel - Ditech - DLC - DLS - DME - DOBAR - Docketkaart - DOHC - Dolfijnkuip - Doorstapmodel - Doppia bielletta - Double Candybar - Double cross - Double Link - Douchekopinjectie - Dowty Oleomatic - DPBS - DPF - DPS - Draaischijfmotor - Dragrace - DRN - Droog gewicht - Drosselset - Druppelstroomlijn - Dry Sump - DSBS - Dual Spark - Dual Spring - Dubbel wiegframe - Dubbelboxer - Dubbelcross - Dubbele krukasmotor - Dubbelzuigermotor - Dummytank - Duo seat - Duo seat cover - Duolever - Duplex cradle - Duplex frame - Duplexketting - Duplexrem - Duplex-stuursysteem - Duwstart - Dwarsgeplaatste motor - Dwarsstroomradiateur - Dynastart

## E
EACS - Earles voorvork - E-box frame - EBS - ECU - Eensleutelsysteem - Eenwegkoppeling - EFI - EHBMO - Eindpijp - EIS - Elektrische motorfietsen en bromfietsen - Elementary bikes - Endurance - Enduro - Enkel wiegframe - ENV - EPI - EPROM - Ergonomiepakket - ESA (BMW) - ESA (Suzuki) - ESCS - ESPFI - Europcard - Excam - Exhibition-class - Expansie-uitlaat - Expansiepijp - Extensodive - EXUP

## F
Fabriekscrosser - Fabrieksracer - Fabrieksrijder - Fabrieksteam - Face Guard - Face Mask - Factory custom - FAIS - FAST - FAST frame - Featherbed frame - Featherweights - Feet forward bike - FFF - FIM - Fire burnout - Fishtail pipe - FIUS - F-kop - Flat six - Flattank - Flat twin - Flatslide-carburateur - Flattrack - Flip up - Floating disc - Flyscreen - Footpeg - Forced wet sump - Fore controls - Forecar - Fork-offset - Formula Twins World Series - Forward controls - Four Pulse - Free engine hub - Freestyle motocross - Frictie-bandrem - Frictiedemper - Front Wheel Wheelie - Full Dresser - Full Floater - Full Size Touring - Funbike - Funny bike - Fuseebesturing - FVQ

## G
Gaiter - Gangmaakmotor - Garden gate frame - GDC - Gearing - Genuine Oil - Geometrie - Getrokken schommelvork - Gietwiel - Girder - Girdraulic - Glijprop - Gouden helm - GPMA - Grasbaanrace - Grondspeling - Guidon d'Or - Gull Arm - Gymkana

## H
Hak-teen schakeling - Half Mask - Handle bar back rest - Handlebar Chronometer - Handsmering - Handvatverwarming - Hard cross - Hardtail - Hardtail-end - HCAD - Head up display - HECS - HECS 3 - Heftafel - Helmslot - Heronzuiger - Heropstapper - HESD - Heuvelklim - Hi Tech - High heeler - High side fall - High speed knock - High speed weave - High Tech - Highsider - Highway Bar - Highway pegs - Highway Steps - HISS - HITCS - HI-TEC - HMAS - H-motor - Hollister Bash - Hop-hop - Hoppen - Hot Rod - Hot-up kit - HPCS 3 - HPP - H-TEV - HUGE-1 - Hulpmotor - HVA - H-VIX - Hybrid sports - Hybride motor - Hybride trike - Hyper VTEC

## I
IBS - ICIC - IHRO - IJsrace - IJsspeedway - Inbouwmotor - Index - Indoor cross - Indoor Speedway - Indoor trial - Injectolube - Inlaatschijf - Inleunen - Integraal remsysteem - Integraalhelm - Integral ABS - Intermediate - Interval-start - IOE - IPC - ISC - ISDE - ISDT - Isolastic - IVD

## J
Japanese bike bashing - JASO - Jethelm - Jeugdtrial - Jiffy - Jiffystand - Jiffyplankje - Junior TT

## K
Kabouterklasse - Kaboutertrial - KACR - Kamzuiger - KASP - KASVP - Katalysator - KCA - K-CAS - Kettenkrad - Kickstarter - Kill button - Killswitch - KIPS - Kit - Klassieker - KLEECCS - KLEEN - Klein rijbewijs - Kleplichter - Klokhelm - K-motor - Knee sliders - Knee down - Knee-protector - KNMV - KNMV-KNAC Patrouille - Kofferset - Koningsas - Koningsklasse - Koppelingsstart - Krachtklep - Kreuzspeichenrad - Kroonplaat - Kruisspaken - K-TRIC - Kuip

## L
Lachgas - Ladies Attachment - Lag time - Lane Splitting - Langebaan race - Lateral Frame Concept - Lateral - LC - Lcd - LCG Twin Tube - Le Mans start - LE-Jetronic - Liftstick - Light bar - Light Customs - Light touring - Lijnmotor - Linkshandige motorfiets - Long Bang motor - Long Track - Longlife-ketting - Loop Frame - Low side fall - Low speed wobble - Lowboy frame - Lowers - Lowsider - L-twin - Lub-Coat

## M
Mabsa - Magdyno - Manche - Manette - Manx - Manx TT - Marathonrally - MC-ALB - MDIS - Meehangen - Meetmijl - Megafonitis - Megafoonuitlaat - Memocard - Merkenrace - Methanol - Middenbok - Middleclass supersports - Midibike - Miller-techniek - Minibike - MJN - Mods - Modulair systeem - Mono Arm - Mono Flex - Mono grade - Monoblok - Monobracia - Monocoque - Monocross - Monodrive - Monolever - Monolink - Monoshock - Monotrack - Monotube - Monovering - Montée impossible - Motard - Motoball - Motocross - Motor - Motorblok - Motorcamping - Motorcarrier - Motorcoureur - Motorcross - Motorescorte - Motorfiets - Motorhandschoen - Motorkleding - Motorlaars - Motorondergoed - Motor-opstapdag - Motorordonnans - Motorpak - Motorrace - Motortreffen - Motorwheel - Motorwiel - Moto-X - Motronic - MR-Albox - Multi Grade - Mur de la mort

## N
Naafbesturing - Naafmotor - Nacelle - NAIS - NAIT - Naked bike - Naloop - Na-Veteraan - NCR - NEAS - NEDRA - New Full Floater - New Sports - New TSCC - Nicasil - Niergordel - Nieuwe motorrijder - Nieuwe Wernermethode - Nitro - Nitromethaan - Nivomat - NMB - NMMB - NMV - Noodstopschakelaar - Non stop - Norbsa - Norvin - Novemberkasan - NSU Gear

## O
Observed section - OCC - Offroadmotor - OHC - OHV - Oil check - Oldtimer - Oliebadkast - Omega frame - Omvalbeveiliging - Onder de zestiger - Onderkuip - One bike rule - One way clutch - OPBS - Open frame - Opstapdag - Opvoerkit - Opvoerset - Originals - O-ringenketting - OST - Otto valvole - Ottomotor - Oval Piston - Overdrive - Overmaatzuiger

## P
PAIR - Paralever - Paralleltwin - Parallelvork - Parc fermé - PAS - Patent cranck - PCV - PDF - PDS - Pendelstartsysteem - Perimeter frame - Petroleum-vaporisator - PFS - PGM III - PGM-DSFI - PGM-FI - Pioneer - Pit - Pit box - Pitbord - Pitcrew - Pitsignalen - Pitstraat - Pivot frame - Pivotless frame - Plaatframe - Plunjervering - Pocket racer - Pocketbike - Police helm - Posi Damp - Posi Force - Posilube - Post-Vintage - Power Cruiser - Power drive - Power Reed - Power unit - Powerband - Powersliding - Powervalve - PPC - Pre unit - Pre war - Primaire ketting - Primaire transmissie - Privérijder - Pro Arm - Pro Lever - Pro Link - Pro Lover - Pro Tech - Productiecrosser - Productieracer - Prototype - PTMA - Pulse Tuned - Pulverisator

## Q
QCS - Quad - Quad-opstapdag - Quadrolastic - QUB - Queue de carpe - Quickshifter

## R
Racekit - RACV - RAD Valve - Radiaalband - Radiadraulic - Radial Flow Radiator - Radiale remklauw - Raid - RAIS - Rake angle - Raked frame - RAL - Rally - Ram Air - Ram Air Direct - Ram Air System - Rare Earth Magnet - Rat Bike - Rat's Hole Custom Show - RAVE - RC Valve - RCS - Red Flag Act - Reed valve - Reflectiedemper - Reliability Trial - Rem- en schakelset - Rennerskwartier - Repeteerversnellingsbak - Replica - Restrictieset - Restrictor - Retro bike - REV - Reverse control - RFVC - Ride control - Ridersmeeting - Riemaandrijving - Rietklep - Rigid frame - Rijwielgedeelte - RMVC - Roadholder fork - Rockers - Roll bar - Roll off - Rolling burnout - Rotary valve - Rotatieschokdemper - Roterende inlaat - Roterende schakeling - RPMS - RRIS - RRS - RSE - RSU - Rudge Multi - Ruggengraatframe - Run - Run off

## S
SACS - SAE - SAEC - Safety slider - Salsbury Self Shifting Transmission - SAM - SAPC - SATCS - SAVS - SBC - SBS - SCAI - SCBS - SCEM - SCF - Schell-Plan - Schijfwiel - Schneekufe - Schommelvoorvork - Schootskleed - Schubabschalt - Schwenker - Schwenker Gespann - SCKS - Scooter - Scooter-opstapdag - Scott-trial - Scrambler - Screamer - Screamin' Eagle kit - Screwblower - SCS - SCT - SDTV - Secundaire aandrijving - Secundaire transmissie - SECVT - SEES - Semi-jethelm - Semi-pivotless frame - Senior TT - Serious Customs - Serious Touring - Servi-Car - SET - SFS - SHC - Shimmyen - Shorttrack racing - Sidewinder kit - Silodrome - Simplexrem - Single grade - SIPC - SI-systeem - Six Days - Skijöring - SLD - Slick - Slide Pads - Slider clutch - Slimline frame - Slingshot-carburateur - Slipkoppeling - Slipperclutch - Slipperkoppeling - Slipperpiston - Sloper - SLS - Small bang motor - Snelgas - Soft Customs - Soft Damp - Soft Enduro - Soft Ramble - SOHC - SOS - SOT - Spaceframe - Speed E-shift - Speedomatic - Speedtrack - Speedtrial - Speedway - Speedwobble - SPES - Spit back - Split-single - Sprag Clutch - Springervoorvork - Sprint - Sprong - SPS (Suzuki) - SPS (Yamaha) - SPX - Squish band - Squish zone - SRAD - SRAS - SRIS (smeersysteem) - SRIS (injectiesysteem) - SRIX - SSCC - SSDT - Stadioncross - Stadiumcross - Starframe - Startbeveiliging - Starthek - Startketting - Startnummer (motorsport) - Startrol - Stayer - Steher - Steile wand - Stermotor - Sterrendagen - Sterrijden - Sterrit - Stick-slip - Straight shot - Strandrace - Stratencircuit - Street Rod - Street Scrambler - Streetfighter - Streetlegal - Stroker kit - Studiemodel - Stuurfiets - Stuurgeometrie - Stuurkuip - Stuurmofhoezen - Stuurrubber - Stuwdrukinlaten - Super Front - Superbike - Superbiker - Supercharger - Supercross - Superlube - Supermono - Supermotard - Superpole - Superquader - SV - Swing Link - SWS - SWS Honda - Synchromatic Drive - Syncroforce - Systeemhelm

## T
TAD-systeem - Tailpipe - Tandem twin - Tandemmotor - Tandemzadel - Tandriem - Tankpad - Tankslapper - Tanktas - TAVAS - TCACWR - TCCF - TCS (Yamaha) - TCV - TDCC - TDD - Tear off - Tegenhangen - Tegenleunen - Teledraulic - Telelever - Telemetrie - Telescoopvork - Terreinmotor - Terreinrace - Thermosyphonkoeling - THLGS - Thoroughbred - TIS - TLGS - Todesbahn - Toerkuip - Toerruit - Toespoor - Tommybars - Tony Foale-vork - Topcase - Topclass supersports - Tophalf - Topkoffer - Totallosssmering - TPS - TRAC - Traction compound - Trailmotor - TRAS - Trial - Trialmotor - Tri-Arm - Tribsa - Tricar - Tricycle - Trike - Trillingdempers - Trilock - Triplexketting - Triporteur - Triton - Trophy - TSCC - TSS - TT Assen - TT Man - TT Dirttrack - TT Steeplechase - Tuff-up tube - Tuimelontkoppeling - Tuning - Tuning for speed - Turbo visor - Turbo - Turbocharger - Turbocompressor - Turbolag - Turbotraagheid - TWDS - TWI - Twin Cam - Twin Pulse - Twin Spar frame - Twin Spark - Twin - Twist grip

## U
ULEB - Ultramax - Undertray - Unicam - Uniplanar - Unit construction - Unit Pro Link - UPSD - UPSU

## V
Vakwerkframe - Valbeugel - Vaporisator - V-boost - Velgrem - Veteraan - Veteran - Veteranenrit - Vetkast - Vetpak - VGC - Viertaktcross - Vintage - Vleugeldemper - Vlotteren - VLRS - Vlucht - Voetkoppeling - Voetsteunadaptor - Vogelbekstroomlijn - Voorloop - Voorspan - Voorspanning - Voorvork - Vorksprong - Vouwmotor - Vouwscooter - V-TACS - VTEC - V-twin - V-type reed valve - VVCS

## W
W-3 motor - Waders - Wall of death - Wastegate - Weave - Webbvork - Wegrace - Wegrijbeveiliging - Wegwerpvizier - Wet-sumpsysteem - Wheel disc - Wheelie - Wheeliebar - White wall tires - Wide ratio - Wiegframe - Wielbasis - Win & Ride Race - W-motor - Wobble - Woestijnrally

## X
X-trial

## Y
Yamsel - Yamton - YDIS - YEIS - YEPV - YICS - YPVS

## Z
Zadeltank - Zadelverwarming - Zandbaanrace - Zesdaagse - Zeta frame - Zeta link - Zijboordmotor - Zijklepmotor - Zijkoffer - Zijspancombinatie - Zijspancross - Zijspan-opstapdag - Zijspanrace - Zijspanrally - Zilveren vaas - Z-spokes - Zuigercompressor - Zweefzadel - Zwenkzijspan - Zwevende remschijf